# Ardekanopsis griseella
Ardekanopsis griseella är en fjärilsart som beskrevs av Hans Georg Amsel 1954. Ardekanopsis griseella ingår i släktet Ardekanopsis och familjen mott. Inga underarter finns listade i Catalogue of Life.